# Каприо, Фрэнк
Франческо «Фрэнк» Каприо (англ. Frank Caprio, 23 ноября 1936, Federal Hill, Провиденс — 20 августа 2025, Провиденс) — американский адвокат, политик и юрист, занимающий пост главного судьи в Провиденсе, штат Род-Айленд, и бывший председатель совета управляющих Род-Айленда по высшему образованию. Его судебная деятельность транслируется по телевидению в программе «Пойманный в Провиденсе» (англ. Caught in Providence).
В 2017 году видео из его зала суда стало вирусным, набрав более 15 миллионов просмотров. В 2021 году количество просмотров канала «Пойманный в Провиденсе» приближается к 400 миллионам на YouTube. Недавно в опубликованном видео в 2023 году он сам признался, что количество просмотров судебного заседания, которые он проводит, достигло двух миллиардов.

## Ранняя жизнь и образование
Каприо родился в итало-американском районе Федерал-Хилл, Провиденс, второй из трех сыновей Антонио Каприо, иммигранта из Теано, Италия, и Филомены Каприо, итало-американской матери из Провиденса, чья семья иммигрировала из Неаполя, Италия. Его отец работал торговцем фруктами и молочником.
Каприо посещал государственную школу Провиденса, одновременно работая посудомойщиком и чистильщиком обуви. Он окончил Центральную среднюю школу, где в 1953 году получил титул чемпиона штата по борьбе. Он получил степень бакалавра в колледже Провиденс.
После окончания университета он начал преподавать американское право в средней школе Хоуп в Провиденсе. Преподавая в Хоупе, Каприо посещал вечернюю школу юридического факультета Саффолкского университета в Бостоне. Каприо также служил в национальной гвардии с 1954 по 1960 год.

## Карьера

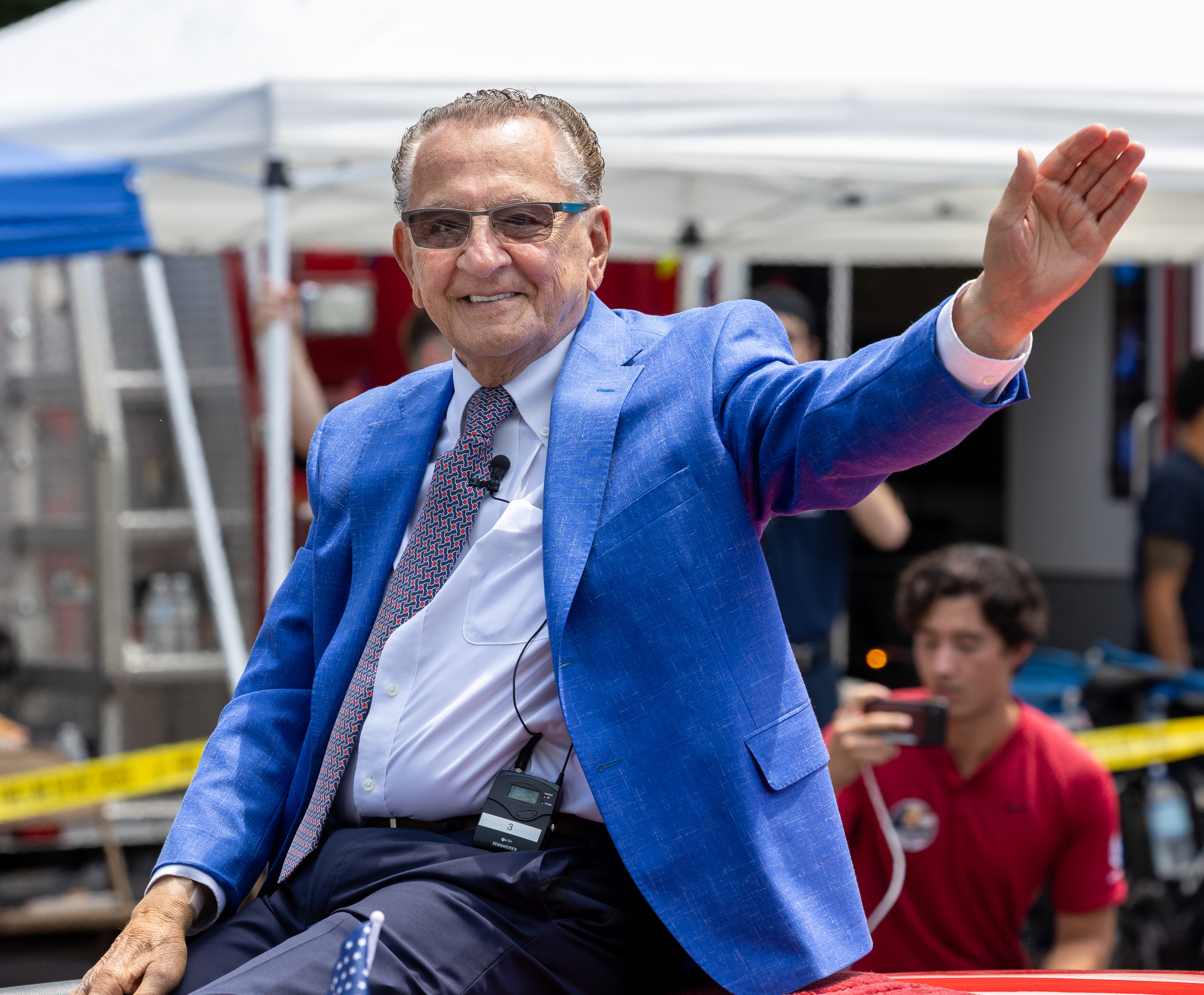
2021 год

Каприо был избран в городской совет Провиденса в 1962 году и служил до 1968 года. Он был избран делегатом конституционного конвента Род-Айленда в 1975 году и был избран делегатом пяти национальных съездов демократической партии. Он был председателем Совета управляющих Род-Айленда по высшему образованию, который контролирует основные решения для Университета Род-Айленда, колледжа Род-Айленда и общественного колледжа Род-Айленда.
С 1985 года он занимал должность судьи муниципального суда Провиденса. Часть слушаний, на которых он председательствовал, шли более двух десятилетий по местному телевидению. 24 сентября 2018 года шоу «пойманный в Провиденсе» начало транслироваться по всей стране. Шоу было продлено на второй сезон синдикации в январе 2019 года.
Каприо также является партнером ресторана Coast Guard House в Наррагансетте, штат Род-Айленд.

### Социальная работа
На юридическом факультете Саффолкского университета Каприо основал стипендиальный фонд Антонио «Туп» Каприо. Эта стипендия, названная в честь отца, предназначена для студентов Род-Айленда, которые стремятся улучшить доступ к юридическим услугам в основных городских районах Род-Айленда. Он также учредил стипендии в колледже Провиденс, юридической школе Саффолка и для выпускников Центральной средней школы, названной в честь его отца.

### Награды
Каприо был удостоен почетной степени доктора права в своей альма-матер юридической школе Университета Саффолка в 1991 году и колледже Провиденса в 2008 году, а также получил почетную степень доктора Государственной службы в Университете Род-Айленда в 2016 году.
В августе 2018 года Каприо получил премию Producer’s Circle Award на Международном кинофестивале в Род-Айленде.

## Личная жизнь
Был женат на Джойс Э. Каприо более 50 лет. У них пятеро общих детей. У них также было семь внуков и два правнука.
Был болельщиком «Бостон Ред Сокс», Каприо бросил церемониальную первую подачу 25 июля 2019 года в Фенуэй-парке, когда «Ред Сокс» играли с «Нью-Йорк Янкис».
6 декабря 2023 года на своем YouTube канале объявил, что у него диагностирован рак поджелудочной железы. Однако стало известно, что Каприо успешно поборол болезнь, проведя последний сеанс лучевой терапии.
Умер 20 августа 2025 года.